# Rolf Schafstall
Rudolf „Rolf“ Schafstall (* 22. Februar 1937 in Duisburg; † 30. Januar 2018 in Krefeld) war ein deutscher Fußballspieler und -trainer.

## Leben
Schafstall war eines von acht Kindern eines Duisburger Hafenmeisters. Er absolvierte auf der Zeche Neumühl eine Lehre als Grubenelektriker. Mehrere Monate arbeitete er auch unter Tage. Später kam er zur August Thyssen-Hütte, auf der damals viele Fußballer von Hamborn 07 unterkamen.

## Karriere

### Spielerkarriere
Der als Verteidiger im damals bevorzugten WM-System eingesetzte Spieler begann seine fußballerische Laufbahn bei Spfr. Hamborn 07 bereits in der D-Jugend und wurde mit 18 Jahren Vertragsspieler bei Hamborn.  Als Spieler war er für Hamborn unter anderem in der Fußball-Oberliga West, der seinerzeit höchsten Spielklasse, aktiv. In der Saison 1955/56 debütierte er mit den „Löwen“ in der damals erstklassigen Fußball-Oberliga West. Bis zum Ende der Oberligaära im Jahr 1963 lief der harte Zweikämpfer für Hamborn in 149 Oberligapflichtspielen auf. Am letzten Rundenspieltag, den 11. Mai 1963, bestritt er an der Seite von Mitspielern wie Horst Podlasly, Karl-Heinz Wirth und Werner Rinass sein letztes Pflichtspiel für seinen Heimatverein bei einer 0:4-Auswärtsniederlage beim noch amtierenden Meister 1. FC Köln. Da Hamborn sich nicht für die neue Fußball-Bundesliga ab der Saison 1963/64 qualifizieren konnte, wechselte er zur Saison 1963/64 zum SSV Reutlingen in die zweitklassige Regionalliga Süd. Im zweiten Jahr in Reutlingen, 1964/65, belegte der SSV unter Trainer Georg Wurzer hinter Meister FC Bayern München die Vizemeisterschaft und zog damit in die Bundesligaaufstiegsrunde ein. Dort scheiterte der Südvize – Schafstall hatte alle sechs Gruppenspiele absolviert – mit einem Punkt Rückstand zu Borussia Mönchengladbach am Aufstieg. Bis Ende seiner Spielerlaufbahn durch eine erlittene Meniskusverletzung im Januar 1973, brachte es Schafstall in Reutlingen auf 260 Regionalligaeinsätze mit vier Toren. Sein letztes Pflichtspiel im Trikot des SSV absolvierte er am 17. Dezember 1972 beim 1:0-Heimsieg gegen die SpVgg Fürth.

### Trainerkarriere
Ab 1974 begann seine Trainerkarriere beim MSV Duisburg als Co-Trainer und im Juniorenbereich, ehe er ab dem 19. März 1976 Cheftrainer Willibert Kremer in der Bundesliga ablöste und am Rundenende den 10. Rang erreichte. Von 1975 bis 1994 trainierte er die Mannschaften von MSV Duisburg, Karlsruher SC, Rot-Weiss Essen, VfL Bochum, FC Schalke 04, Fortuna Düsseldorf, Bayer 05 Uerdingen, VfL Osnabrück, BSV Stahl Brandenburg, Dynamo Dresden – seine Amtszeit von 57 Tagen ist die kürzeste aller bisherigen Dynamo-Dresden-Trainer –, Stuttgarter Kickers und Hannover 96. Zu Beginn der Saison 1977/78 war Schafstall einige Monate als Verbandstrainer beim Badischen Fußballverband in der Sportschule Schöneck angestellt, ehe er überraschend ab Oktober 1977 beim Karlsruher SC Bernd Hoss als Cheftrainer ablöste. In der Saison 2000/01 kehrte er kurzzeitig zum VfL Bochum zurück, konnte den Abstieg der Mannschaft aus der 1. Bundesliga jedoch nicht mehr verhindern. Beim FC Schalke 04 war seine Verpflichtung damals der Auslöser für den Rücktritt Rudi Assauers vom Managerposten.
Zu den Erfolgen gehört das Erreichen des Halbfinales im UEFA-Pokal 1978/79 mit dem MSV Duisburg und die Hallenmeisterschaft 1988 mit Bayer Uerdingen. Seine erfolgreichste Zeit hatte Schafstall beim VfL Bochum, den er von 1981 bis 1986 in der Bundesliga trainierte und regelmäßig vor dem Abstieg rettete, obwohl der Verein von vielen Experten, darunter von Max Merkel, Kolumnist der Bild, laufend als Abstiegskandidat eingestuft wurde.
Im Jahr 1986 erhielt Schafstall dafür von Merkel, der in seinem alljährlichen Ranking der Mannschaften und Trainer in der Bild-Zeitung Punkte in Form von Bällen vergab, die einmalige Bewertung von 6 aus 5 möglichen Bällen. Schafstall gab anlässlich seines 70. Geburtstags an, dass dies für ihn die größte Auszeichnung seiner Trainerlaufbahn gewesen sei.
Der mit den Stereotypen „harter Hund“ und „Schleifer“ versehene Trainer starb Ende Januar 2018 im Alter von 80 Jahren.